# آدریان زلیکوویچ
آدریان زلیکوویچ (اسلوونیایی: Adrian Zeljković؛ زادهٔ ۱۹ اوت ۲۰۰۲) بازیکن فوتبال اهل اسلوونی است.
از باشگاه‌هایی که در آن بازی کرده است می‌توان به باشگاه فوتبال الیمپیا لیوبلیانا و باشگاه فوتبال اسپارتاک ترناوا اشاره کرد.
وی همچنین در تیم‌های ملی فوتبال زیر ۲۱ سال اسلوونی، و اسلوونی بازی کرده است.